# Athamas debakkeri
Espèce
Athamas debakkeri est une espèce d'araignées aranéomorphes de la famille des Salticidae.

## Distribution
Cette espèce est endémique de Nouvelle-Irlande en Papouasie-Nouvelle-Guinée.

## Description
Le mâle holotype mesure 2,65 mm.

## Étymologie
Cette espèce est nommée en l'honneur de Domir De Bakker.

## Publication originale
- Szüts, 2003 : On remarkable jumping spiders (Araneae: Salticidae) from Papua New Guinea. Folia Entomologica Hungarica, vol. 64, p. 41-57 (texte intégral).